# Tecmo NBA Basketball
Tecmo NBA Basketball, también descripto en la presentación del juego como "Tecmo Super Pro Basketball" es un videojuego de baloncesto, lanzado por Tecmo para la Nintendo Entertainment System, licenciado por NBA properties.
Tecmo también lanzó una versión del juego para Super Nintendo y Sega Génesis, llamado Tecmo Super NBA Basketball.

## Opciones de configuración

### Pretemporada
Consiste en un juego de práctica. Se puede manejar los controles: jugador vs. computadora, jugador vs. jugador, etc. Elegir un equipo por conferencia y zona.

### Temporada regular
1. Estructura dentro de la Temporada

1.1. Elegir el control de equipo

Elegir los controles para cualquier equipo de la competencia.

1.2. Cronograma de todos los juegos

Aquí se puede programar la duración de la temporada: a gusto, corta, reducida, o regular.

1.3. Comenzar el juego

Donde se puede ir observando el resultado de los demás enfrentamientos, jugar, o bien simular el resultado del juego del o los equipos elegidos.

1.4. Estadísticas mientras se juega la temporada

Divididas por zonas, pacífico, medio oeste, central, y estas zonas según las ciudades de los equipos. Juegos ganados y perdidos por equipo, etc.

1.5. Líderes del juego

1.5.1. Dobles

1.5.2. Bloqueos

1.5.3. Rebotes

1.5.4. Puntos por partido

1.5.5 Asistencia o pases gol

1.5.6. Tres puntos

1.5.7. Tiros libres

1.6. Datos de los equipos

Se puede elegir los controles para cualquier equipo de la competencia o elegir también una conferencia para el Juego de las Estrellas. Observar los datos, estadísticas, y habilidades de cada jugador por equipo, el alineamiento por defecto, y alterar la formación por defecto, y por último, observar y modificar las estrategias de juego para el equipo.

### Juego de las estrellas
Manejo de controles, jugador vs. computadora, jugador vs. jugador, etc. Elegir una conferencia: Oeste o Este.

### Datos de los equipos
Elegir los controles para cualquier equipo de la competencia o elegir también una conferencia para el Juego de las Estrellas. Observar los datos, estadísticas, y habilidades de cada jugador por equipo, el alineamiento por defecto, alterar la formación, y por último, observar y modificar las estrategias de juego para el equipo.

### Velocidad de juego
Tres niveles. 

### Duración del juego
Elegir entre 2, 3, 4, 6, o 12 min.

### Música del juego
Apagarla o encenderla. 

## Grandes jugadores y equipos de la temporada
- Michael Jordan
- Magic Johnson
- Clyde Drexler
- Charles Barkley
- Dominique Wilkins

- Chicago Bulls
- Portland Trail Blazers
- Los Angeles Lakers
- Phoenix Suns
- Atlanta Hawks

## Durante el juego
El juego emula, con la tecnología gráfica de entonces, un partido de básquet de la NBA, específicamente de la temporada 1991-92 de la NBA. El enfoque del estadio es fijo y corresponde al de la cámara de transmisión televisiva. A medida que trascurren los períodos o cuartos, se pueden producir triples, robos de balón, faltas personales, tiros libres, canastas de media distancia, bloqueos, tapas o tapones. Asimismo cumple con las normativas del juego de la época, por ejemplo, un tiempo discreto de posesión del balón por parte de cada equipo antes de ejecutar un tiro al aro. En el entretiempo se dan las estadísticas generales por cada equipo y al finalizar, estas mismas más el agregado de las de los jugadores en particular. 
El juego se puede pausar y pedir tiempo muerto, hacer sustituciones, entre otras.
Cuenta con un efecto gráfico semejante (aunque mucho menos desarrollado) a los de la serie Captain Tsubasa, juego basado en el anime Los Súper Campeones: cuando la volcada o la asistencia (pase gol o pase canasta) es lo suficientemente lograda, entre otros.

## Curiosidades
- Para PC el juego es disponible mediante un archivo ejecutable NES emulador para Win32 de unos 744 Kb aproximadamente más un archivo comprimido de 289 Kb.

- Magic Johnson, a pesar de figurar en la alineación de Los Angeles Lakers en este juego, en realidad no habría participado en la temporada 1991-92 de la NBA.[2]